# Suazoid
Suazoid, indijanska kultura na Malim Antilima, nastavak kulture Troumassoid, datira između 1000. ili 1100. i 1400. Nedavna istraživanja vršena su 1990.-tih 2000.-tih godina na lokalitetu Heywoods na Barbadosu, gdje je pronađena lončarija i tragovi gradnji kuća. 
Područje Heywoodsa naseljeno je još i pred-keramičkog razdoblja a Suazoidu su prethodili periodi Troumassoid (500-1000 n.e.) i Saladoid (500 pr. Kr.- 500 n.e.). Keramika Suazoida je grublja i jednostavnija od njezinih prethodnika, a glavna joj je namjena priprema kasave. Oruđe se izrađivalo od školjaka.

## Vanjske poveznice
- Mary Hill Harris: Pottery from Heywoods, Barbados  Arhivirana inačica izvorne stranice od 12. svibnja 2011. (Wayback Machine)
- Prehistoric Settlement Patterns on St. Vincent, West Indies[neaktivna poveznica]